# Jan Alverdes
Jan Henning Alverdes (* 12. April 1932; † 28. Dezember 1971) war ein deutscher Drehbuchautor und Hörspielregisseur.

## Leben
Jan Alverdes wurde als Sohn des deutschen Schriftstellers Dr. Paul Alverdes und der Konzertsängerin Rose Alberta Alverdes (geb. Weidner) geboren. Er hatte einen zwei Jahre älteren Bruder.
Er war einer von drei Drehbuchautoren für den Bergfilm Über Tal und Wolken, der 1956 entstand. Später war er in der Hauptsache für den Bayerischen Rundfunk als Regisseur zahlreicher Hörspielproduktionen tätig.

## Hörspiele
- Wumme (1971, Autorin: Ernestine Koch)
- Meister Eder und sein Pumuckl (1962–1971, Autorin: Ellis Kaut)
- Tante Flora (1962, Autor: James Krüss)
- Ein Fall für Perry Clifton: Der Herr in den grauen Hosen (1963, Autor: Wolfgang Ecke)
- Der Weihnachtsabend (1965, Autor: Charles Dickens)
- Prinz und Betteljunge (1966, Autor: Mark Twain)
- Ein Fall für Perry Clifton: Die Insel der blauen Kapuzen (1968, Autor: Wolfgang Ecke)
- In Tante Julies Haus (1971, Autor: James Krüss)
- Die Pferdediebe in Arkansas (1971, Autor: Friedrich Gerstäcker)
- Die Eine-Million-Pfund-Note (1971, Autor: Mark Twain; Bearbeitung: Paul Alverdes)